# Bentley Brooklands
De Bentley Brooklands was een luxueuze sedan van het Britse merk Bentley. De Brooklands werd in 1992 geïntroduceerd als het nieuwe vlaggenschip van het merk nadat de Bentley Mulsanne en de Bentley Eight uit productie waren genomen. In 1998 werd de Brooklands vervangen door de Arnage. Tijdens de Autosalon van Genève van 2007 werd de naam Brooklands nieuw leven ingeblazen. Deze nieuwe Brooklands is een tweedeurs vierzits coupé die in 2008 op de markt kwam.

## Eerste generatie
Met de Brooklands zette Bentley zijn ontwerptaal met hoekige modellen voort. Deze stijl was ook terug te vinden bij toenmalig zusterbedrijf Rolls-Royce. Het exterieur bevat de klassieke Bentley grill en dubbele koplampen. Net als veel Bentleys en Rolls-Royces heeft de Brooklands een schuin aflopende achterklep en verchroomde B-stijlen.
Het interieur is in vergelijking met eerdere modellen nagenoeg ongewijzigd. De centrale console is bedekt met leer, de rest van het interieur gehuld in gegraveerde houten panelen.
In de Verenigde Staten lag de startprijs van de Brooklands op $156 500.

## Tweede generatie
In 2007 werd de nieuwe generatie van de Bentley Brooklands gepresenteerd tijdens de Autosalon van Genève. Deze generatie werd volledig met de hand gebouwd en de oplage werd beperkt tot 550 stuks om exclusiviteit te garanderen. De eerste exemplaren werden begin 2008 aan hun nieuwe eigenaren overhandigd.
Ten tijde van de introductie van de Brooklands was zijn V8-motor de krachtigste motor ooit gemaakt door Bentley. Ook de hoeveelheid koppel was nooit eerder terug te vinden in een Bentley. Inmiddels (2016) is hij qua vermogen voorbij gestreefd door recente versies van de Bentley Continental GT, maar qua koppel is hij binnen de Bentley line-up nog steeds ongeslagen.